# 18 Wheeler: American Pro Trucker
18 Wheeler: American Pro Trucker là một game arcade do hãng Sega AM2 phát triển và Sega phân phối. Trò chơi được phát hành lần đầu tiên trên arcade vào năm 2000, sau đó được chuyển sang hệ máy Dreamcast vào năm 2001. Về sau game được hãng Acclaim Entertainment phát hành cho PlayStation 2 vào năm 2001 và Nintendo GameCube vào năm 2002. Sega tiếp tục theo đuổi sự thành công của 18 Wheeler với một phần tiếp theo gọi là The King of Route 66.

## Lối chơi
Mục đích chính của trò chơi là đi đến đích với hàng hóa trên xe tải. Người chơi được giao một khoảng thời gian nhưng có thể đụng trúng những chiếc xe tải đặc biệt sẽ thêm vào đồng hồ bấm giờ ba giây nữa. Có một số nhân vật tha hồ cho người chơi lựa chọn với từng chiếc xe tải và các thuộc tính độc đáo.
Game bắt đầu ra ở Key West và người chơi đi du lịch xuyên suốt nước Mỹ, kết thúc ở San Francisco. Sau giai đoạn 1, trò chơi cho người chơi lựa chọn một chiếc xe đầu kéo. Xe đầu kéo dùng để chuyên chở rất khó khăn, nhưng kiếm được một khoản tiền lớn hơn trong khi nếu chọn xe khác thì dễ chở hơn, nhưng bù lại khoản tiền kiếm được thì nhỏ hơn. Tiền được khấu trừ từ tổng số khi xe đầu kéo bị va quẹt. Người chơi có thể bấm còi của xe tải để khiến cho những chiếc xe khác đang lưu thông phải nhường đường và slipstream đằng sau xe lớn để đạt được tốc độ gia tăng tạm thời.
Ngoài thời gian giới hạn, người chơi cũng cạnh tranh với "Lizard Tail" (Đuôi Thằn Lằn), một tài xế xe tải đối thủ. Vượt qua lằn ranh cuối cùng ngay trước khi Lizard Tail giao số tiền bổ sung. Ở giữa các màn, người chơi có thể đậu chiếc xe tải trong một minigame để kiếm thêm nhiều tiền và nâng cấp cho chiếc xe tải của mình, chẳng hạn như một chiếc còi được cải thiện.

## Chuyển hệ
Bản chuyển thể của game được phát hành trên Dreamcast. Do hãng Sega phát hành, trung thành với đối tác giải trí của nó, nhưng các diễn viên lồng tiếng cho các nhân vật đã bị thay đổi và thiếu mất bản đồ xuyên quốc gia trên màn hình nạp game của arcade. Một trong những tài xế xe tải có thể lựa chọn trong phiên bản arcade là Nihon Maru giờ đây đã có sẵn như là một nhân vật mở khóa. Bổ sung thêm mục chơi nhiều người với màn hình chia đôi cho phép hai người chơi thỏa sức tranh tài với những tay đua khác. Game được phát hành bởi Acclaim Entertainment (cũng là người phát hành Ferrari F355 Challenge của Sega trên Dreamcast) trên PlayStation 2 và Nintendo GameCube.